# Abdelmoumene Djabou
Abdelmoumene Djabou (Sétif, 31 januari 1987) is een Algerijns voormalig voetballer die doorgaans speelde als middenvelder. Tussen 2005 en 2023 was hij actief voor ES Sétif, El Eulma, El Harrach, Club Africain, opnieuw ES Sétif, Al-Nassr, MC Alger en opnieuw ES Sétif. Djabou maakte in 2010 zijn debuut in het Algerijns voetbalelftal en kwam uiteindelijk tot veertien interlandoptredens.

## Clubcarrière
Djabou speelde in de jeugdopleidingen van USM Sétif en ES Sétif en brak in 2005 door in het eerste elftal van die laatste club. In 2006 werd hij voor één seizoen verhuurd aan El Eulma. Op 30 september 2008 leek de middenvelder verhuurd te gaan worden aan het Zwitserse FC Sion, maar door problemen met het papierwerk ging dit niet door. In januari 2009 werd hij wel verhuurd, toen hij voor twee jaar ging spelen bij El Harrach. Op 9 juni 2010 keerde hij terug bij ES Sétif. Djabou kroonde zich met Sétif in 2012 tot landskampioen en bekerwinnaar.
In de zomer van 2012 tekende hij een verbintenis bij Club Africain in Tunesië, waar hij later bijtekende tot 2015. Na afloop van deze verbintenis keerde Djabou terug naar ES Sétif. Twee jaar later huurde Al-Nassr de aanvaller voor een halfjaar. In juli 2019 stapte Djabou transfervrij over naar MC Alger. In maart 2021 keerde Djabou terug bij Sétif. In augustus 2023 besloot Djabou op zesendertigjarige leeftijd een punt te zetten achter zijn actieve loopbaan.

## Interlandcarrière
Djabou maakte zijn debuut in het Algerijns voetbalelftal op 17 november 2010. Op die dag werd een vriendschappelijke wedstrijd tegen Luxemburg met 0–0 gelijkgespeeld. De middenvelder mocht in de basis starten en hij werd in de tweede helft gewisseld.
Op 12 mei 2014 werd bekendgemaakt dat Djabou deel uitmaakte van de Algerijnse voorselectie voor het WK 2014 in Brazilië. Op het toernooi speelde hij mee in de groepswedstrijden tegen Zuid-Korea (2–4 winst, één doelpunt) en Rusland (1–1 gelijkspel). In de achtste finale, gespeeld op 14 juni tegen de latere kampioen Duitsland maakte Djabou in de 121ste minuut – aan het einde van de verlenging – een aansluitingsdoelpunt, nadat twee minuten eerder Mesut Özil het Duits elftal op een 2–0 voorsprong had gebracht. Het bleef bij Djabou's doelpunt, met uitschakeling van Algerije als gevolg.
| Interlands van Abdelmoumene Djabou voor Algerije | Interlands van Abdelmoumene Djabou voor Algerije | Interlands van Abdelmoumene Djabou voor Algerije | Interlands van Abdelmoumene Djabou voor Algerije | Interlands van Abdelmoumene Djabou voor Algerije | Interlands van Abdelmoumene Djabou voor Algerije |
| №                                                | Datum                                            | Wedstrijd                                        | Uitslag                                          | Competitie                                       | Goals                                            |
| Als speler bij ES Sétif                          | Als speler bij ES Sétif                          | Als speler bij ES Sétif                          | Als speler bij ES Sétif                          | Als speler bij ES Sétif                          | Als speler bij ES Sétif                          |
| ------------------------------------------------ | ------------------------------------------------ | ------------------------------------------------ | ------------------------------------------------ | ------------------------------------------------ | ------------------------------------------------ |
| 1                                                | 17 november 2010                                 | Luxemburg – Algerije                             | 0 – 0                                            | Vriendschappelijk                                |                                                  |
| 2                                                | 28 december 2010                                 | Algerije – Tsjaad                                | 3 – 1                                            | Vriendschappelijk                                |                                                  |
| Als speler bij Club Africain                     |                                                  |                                                  |                                                  |                                                  |                                                  |
| 3                                                | 26 maart 2013                                    | Algerije – Benin                                 | 3 – 1                                            | WK 2014 kwalificatie                             |                                                  |
| 4                                                | 2 juni 2013                                      | Algerije – Burkina Faso                          | 2 – 0                                            | Vriendschappelijk                                |                                                  |
| 5                                                | 14 augustus 2013                                 | Algerije – Guinee                                | 2 – 2                                            | Vriendschappelijk                                | 24'                                              |
| 6                                                | 10 september 2013                                | Algerije – Mali                                  | 1 – 0                                            | WK 2014 kwalificatie                             |                                                  |
| 7                                                | 5 maart 2014                                     | Algerije – Slovenië                              | 2 – 0                                            | Vriendschappelijk                                |                                                  |
| 8                                                | 31 mei 2014                                      | Algerije – Armenië                               | 3 – 1                                            | Vriendschappelijk                                |                                                  |
| 9                                                | 4 juni 2014                                      | Roemenië – Algerije                              | 1 – 2                                            | Vriendschappelijk                                |                                                  |
| 10                                               | 22 juni 2014                                     | Zuid-Korea – Algerije                            | 2 – 4                                            | WK 2014                                          | 38'                                              |
| 11                                               | 26 juni 2014                                     | Algerije – Rusland                               | 1 – 1                                            | WK 2014                                          |                                                  |
| 12                                               | 30 juni 2014                                     | Duitsland – Algerije                             | 2 – 1                                            | WK 2014                                          | 120+1'                                           |
| 13                                               | 15 oktober 2014                                  | Algerije – Malawi                                | 3 – 0                                            | AK 2015 kwalificatie                             |                                                  |
| Als speler bij ES Sétif                          |                                                  |                                                  |                                                  |                                                  |                                                  |
| 14                                               | 14 november 2017                                 | Algerije – Centraal-Afrikaanse Republiek         | 3 – 0                                            | Vriendschappelijk                                |                                                  |

## Erelijst
| Algerian Ligue 1 | 2 | 2011/12, 2016/17 |
| Beker            | 1 | 2011/12          |